# Neolamprologus sexfasciatus
Neolamprologus sexfasciatus é uma espécie de peixe da família Cichlidae.
Pode ser encontrada nos seguintes países: República Democrática do Congo, Tanzânia e Zâmbia.
Os seus habitats naturais são: lagos de água doce.